# 林玉芬
林玉芬（1962年—），香港導演，1989年畢業於中央戲劇學院導演系，是學院導演系的首名香港畢業生。曾執導《仙劍奇俠傳3》、《步步驚心》、《花千骨》、《無心法師》、《三生三世十里桃花》、《原來你還在這裡》、《醉玲瓏》、《宸汐緣》、《無憂渡》等劇集。
1985年9月，林玉芬到北京中央戲劇學院導演系當旁聽生，一年后她正式考進中戲86級導演系。
林玉芬在1989年畢業返香港加入無綫電視任職助理編導，1994年晉升為編導，1997年離開無綫電視，同一年開始為不同媒體及製作公司拍攝劇集。

## 電視劇（無綫電視）
- 1991年《鐵血男兒》
- 1992年《拳王賭至尊》
- 1992年《沖天小子》
- 1993-1994年《開心華之里》
- 1994年《再見亦是老婆》
- 1995-1996年《真情》
- 1995年《男人四十一頭家》
- 1995年《一切從失蹤開始》
- 1995年《刑事偵緝檔案II》
- 1996年《900重案追兇》
- 1997年《刑事偵緝檔案III》

## 電視劇（其他）
- 2000年《香港一家人》
- 2005年《真命天女》
- 2006年《別愛我》
- 2007年《激流青春》
- 2008年《射鵰英雄傳》
- 2009年《玫瑰江湖》《仙劍奇俠傳三》
- 2010年《天涯織女》
- 2011年《步步驚心》《摩登新人類》
- 2012年《兒女的戰爭》《美人無淚》
- 2014年《星月傳奇》《天使的幸福》《步步驚情》《真愛謊言2》《花千骨》
- 2015年《無心法師》
- 2016年《青丘狐傳說》《微微一笑很傾城》
- 2017年《三生三世十里桃花》《醉玲瓏》
- 2018年《原來你還在這裡》
- 2019年《宸汐緣》
- 2025年《無憂渡》（2022年拍攝）[1][2]

### 待播劇
- 《青簪行》（2021年拍攝）

## 電影
- 2006年《美麗曼特寧》
- 2008年《兇魅》

## 外部連結
- 中戲首個香港畢業生北上20年 成古裝玄幻劇名導演 （页面存档备份，存于）